# City of London
City of London, tudi Londonski City, na splošno imenovan preprosto City, je mesto, tradicionalna grofija in lokalno vladno okrožje, ki vsebuje starodavno središče in sestavlja, poleg Canary Wharfa, glavno osrednje poslovno okrožje (CBD) Londona in eno vodilnih svetovnih finančnih središč. Predstavljal je večino Londona od poselitve Rimljanov v 1. stoletju našega štetja do srednjega veka, vendar je sodobno območje, imenovano London, od takrat zraslo daleč čez mejo londonskega Cityja. City je zdaj le majhen del metropole širšega Londona, čeprav ostaja pomemben del osrednjega Londona. Upravno City of London ni eno od londonskih okrožij, status je rezerviran za ostalih 32 okrožij (vključno z edinim drugim mestom v širšem Londonu, City of Westminster). Je tudi ločena tradicionalna grofija, saj je enklava, obdana z velikim Londonom, in je najmanjša tradicionalna grofija v Angliji.
City of London je pogovorno znano kot Square Mile, saj obsega 1,12 kvadratnih milj (716,80 hektarjev; 2,90 km²). Izraza City in Square Mile se pogosto uporabljata kot metonima za industrijo trgovanja in finančnih storitev v Združenem kraljestvu, ki nadaljujejo opazno zgodovino, saj so večinoma s sedežem v mestu. Ime London se zdaj običajno uporablja za veliko širše območje kot samo za mesto. London največkrat označuje obsežno londonsko metropolo ali 32 okrožij Greater London boroughs, poleg samega londonskega Cityja.
Lokalna oblast mesta, in sicer City of London Corporation, je edinstvena v Združenem kraljestvu in ima nekaj nenavadnih odgovornosti za lokalni svet, kot je policijska uprava. Nenavadno je tudi, da ima odgovornosti in lastništvo zunaj svojih meja, npr. Hampstead Heath. Korporacijo vodi lordski župan londonskega Cityja (urad, ločen od londonskega župana in veliko starejši od njega). Župan od novembra 2023 je Michael Mainelli. Mesto sestavlja 25 oddelkov z upravo v zgodovinskem Guildhallu. Druge zgodovinske znamenitosti so stolnica sv. Pavla, Kraljeva borza, Mansion House, Old Bailey in tržnico Smithfield. Čeprav ni v mestu, je sosednji Londonski Tower, zgrajen za prevlado nad mestom, del njegovega starega obrambnega oboda. Mesto je odgovorno za pet mostov v svoji vlogi skrbnika Bridge House Estates: most Blackfriars, Most tisočletja, most Southwark, Londonski most in Tower Bridge.
Mesto je pomembno poslovno in finančno središče, kjer imata sedež Bank of England in Londonska borza. Skozi 19. stoletje je bilo mesto glavno svetovno poslovno središče in je še vedno glavno stičišče podjetij. London je bil na drugem mestu (za New Yorkom) v indeksu globalnih finančnih centrov, objavljenem leta 2022. Zavarovalniški sektor je na vzhodni strani mesta, okoli stavbe Lloyd's. Od približno 1980-ih obstaja sekundarno finančno okrožje zunaj mesta, v Canary Wharfu, 4 km vzhodno. Pravni poklic je glavni sestavni del severne in zahodne strani mesta, zlasti na območjih Temple in Chancery Lane, kjer sta Inns of Court, od katerih sta dve – Inner Temple in Middle Temple – znotraj meja City of London.
Mesto ima 8583 stalnih prebivalcev glede na številke popisa leta 2021, vendar je tam zaposlenih več kot 500.000 (od leta 2019) in nekatere ocene kažejo, da je število delavcev v mestu več kot 1 milijon. Približno tri četrtine delovnih mest v City of London je v sektorju finančnih, poklicnih in povezanih poslovnih storitev.

## Zgodovina

### Izvor
Rimske legije so okoli leta 43 našega štetja na sedanjem mestu City od London ustanovile naselbino, imenovano Londinium. Most čez reko Temzo je mesto spremenil v cestno povezavo in glavno pristanišče, ki je služilo kot glavno trgovsko središče v Rimski Britaniji do opustitve v 5. stoletju. Arheologinja Leslie Wallace ugotavlja, da ker obsežna arheološka izkopavanja niso odkrila nobenih znakov pomembne predrimske prisotnosti, so »argumenti za čisto rimsko ustanovitev Londona zdaj običajni in nesporni«.
Na svojem vrhuncu je imelo rimsko mesto približno 45.000–60.000 prebivalcev. Londinium je bil etnično raznoliko mesto s prebivalci iz vsega Rimskega cesarstva, vključno z domačini Briti, celinske Evrope, Bližnjega vzhoda in Severne Afrike. Rimljani so zgradili londonski zid med letoma 190 in 225 n. št. Meje rimskega mesta so bile podobne mejam današnjega londonskega Cityju, čeprav se mesto razteza bolj zahodno kot Londiniumovega Ludgate in Temza ni bila izkopana in tako široka kot je danes, z obalo Londiniuma nekoliko severno od sedanje obale mesta. Rimljani so zgradili most čez reko že leta 50 našega štetja v bližini današnjega Londonskega mostu.

### Zaton
V času, ko je bil zgrajen londonski zid, je bila bogastvo mesta v zatonu, soočeno pa je bilo s kugo in požari. Rimsko cesarstvo je vstopilo v dolgo obdobje nestabilnosti in zatona, vključno s karauzijskim uporom v Veliki Britaniji. V 3. in 4. stoletju so mesto napadli Pikti, Škoti in Sasi. Upad se je nadaljeval, tako za Londinium kot za cesarstvo, in leta 410 n. št. so se Rimljani popolnoma umaknili iz Britanije. Številne rimske javne stavbe v Londiniumu so do tega časa propadle in se niso uporabljale, postopoma po uradnem umiku pa je mesto postalo skoraj (če ne, včasih povsem) nenaseljeno. Trgovsko in prebivalstveno središče se je preselilo iz obzidanega Londiniuma v Lundenwic ('londonska tržnica'), naselje na zahodu, približno v današnjem območju Strand/Aldwych/Covent Garden.

### Anglosaška obnova
V času anglosaške heptarhije je območje Londona prišlo izmenično pod kraljestva Essex, Mercia in kasneje Wessex, čeprav je bilo od sredine 8. stoletja pogosto ogroženo zaradi napadov različnih skupin, vključno z Vikingi.
Beda Častitljivi zapisuje, da je leta 604 sv. Avguštin Canterburyjski posvetil Melita za prvega škofa v anglosaškem kraljestvu Vzhodnih Sasov in njihovega kralja Seberhta. Seberhtov stric in vladar, Ethelberht, kralj Kenta, je v Londonu zgradil cerkev, posvečeno svetemu Pavlu, kot sedež novega škofa. Domneva se, čeprav ni dokazano, da je ta prva anglosaška stolnica stala na istem mestu kot kasnejša srednjeveška in sedanja stolnica.
Alfred Veliki, kralj Wessexa, je zasedel in začel ponovno naseljevati staro rimsko obzidano območje leta 886 in zanj imenoval svojega zeta grofa Ethelreda Mercijskega kot del njihove ponovne osvojitve delov Anglije, ki so jih zasedli Vikingi. Prenovljena anglosaška naselbina je bila znana kot Lundenburh (»londonska utrdba«, okrožje). Zgodovinar Asser je dejal, da je »Alfred, kralj Anglosasov, čudovito obnovil mesto London ... in ga znova naredil primernega za bivanje«. Alfredova 'obnova' je vključevala ponovno zasedbo in prenovo skoraj zapuščenega rimskega obzidanega mesta, gradnjo nabrežij ob Temzi in postavitev novega načrta mestnih ulic.
Alfredov prevzem Londona in obnova starega rimskega mesta je bila prelomnica v zgodovini, ne le kot stalna ustanovitev londonskega Cityja, ampak tudi kot del združevalnega trenutka v zgodnji Angliji, ko je Wessex postal prevladujoče angleško kraljestvo in odganjanje (do neke mere) vikinške okupacije in napadov. Medtem ko sta bila London in pravzaprav Anglija pozneje podvržena nadaljnjim obdobjem vikinških in danskih napadov in okupacije, sta prevladala ustanovitev londonskega Cityja in angleškega kraljestva.
V 10. stoletju je Ethelstan dovolil ustanovitev osmih kovnic v primerjavi s šestimi v njegovi prestolnici Winchester, kar kaže na bogastvo mesta. Londonski most, ki je propadel po rimski evakuaciji in opustitvi Londiniuma, so obnovili Sasi, vendar so ga občasno uničili vikinški napadi in nevihte.
Ko se je središče trgovine in prebivalstva preselilo nazaj znotraj starega rimskega obzidja, je bila starejša saška naselbina Lundenwic večinoma opuščena in je dobila ime Ealdwic ('stara naselbina'). Ime je danes ohranjeno kot Aldwych ('stara tržnica'), ime ulice in območja mesta Westminster med Westminstrom in londonskim Cityjem.

### Srednjeveška doba
Po bitki pri Hastingsu je Viljem Osvajalec vkorakal v London in prišel do Southwarka, vendar mu ni uspelo priti čez Londonski most ali premagati Londončanov. Nazadnje je prečkal reko Temzo pri Wallingfordu in na poti ropal zemljo. Namesto da bi nadaljevali vojno, so se Edgar Etheling, Edwin iz Mercije in Morcar iz Northumbrije predali pri Berkhamstedu. Viljem je leta 1075 državljanom Londona podelil listino; mesto je bilo eden redkih primerov Angležev, ki so ohranili nekaj avtoritete. Mesto ni bilo zajeto v Domesday Book.
Viljem je okoli mesta zgradil tri gradove, da bi obdržal Londončane pokorne:
- Londonski Tower, ki je še vedno pomembna ustanova.
- Baynardov grad, ki ne obstaja več, ampak je dal ime mestnemu oddelku.
- Montfichetov stolp ali grad na hribu Ludgate, ki so ga v 13. stoletju razstavili in razprodali.

Okrog leta 1130 je Henrik I. Angleški določil šerifa ljudem v Londonu, skupaj z nadzorom nad grofijo Middlesex: to je pomenilo, da sta bili entiteti obravnavani upravno kot ena za obravnavo kriminala in ohranjanje miru (ne pa, da je bila grofija odvisna od mesta) do zakona o lokalni samoupravi iz leta 1888. Do leta 1141 je veljalo, da celotno meščanstvo sestavlja eno samo skupnost. Iz te »komune« je nastala korporacija City of London in državljani so leta 1189 pridobili pravico, da s kraljevim soglasjem imenujejo župana, od leta 1215 pa neposredno volijo župana.
Od srednjeveških časov je bilo mesto sestavljeno iz 25 starodavnih oddelkov, vsakega je vodil odbornik, ki je predsedoval Wardmotes, ki še vedno potekajo vsaj enkrat letno. Pred tem je potekal tudi Folkmoot za celotno mesto, ki je potekal pri zunanjem križu stolnice sv. Pavla. Številni srednjeveški uradi in tradicije se nadaljujejo vse do danes in dokazujejo edinstveno naravo mesta in njegove korporacije.
Leta 1381 je London prizadel kmečki upor. Uporniki so zavzeli mesto in Londonski Tower, vendar se je upor končal, ko je bil med spopadom, v katerem je bil tudi župan William Walworth, ubit njegov vodja Wat Tyler. Leta 1450 so uporniške sile znova zasedle mesto med uporom Jacka Cadeja, preden so jih po krvavi bitki na Londonskem mostu pregnali Londončani. Leta 1550 je območje južno od Londonskega mostu v Southwarku prešlo pod nadzor mesta z ustanovitvijo oddelka Bridge Without.
Mesto je bilo ob številnih priložnostih hudo požgano, najhujše je bilo leta 1123 in v velikem požaru v Londonu leta 1666. Oba požara sta bila imenovana veliki požar. Po požaru leta 1666 je bilo izdelanih več načrtov za preoblikovanje mesta in njegovega uličnega vzorca v mesto v renesančnem slogu z načrtovanimi mestnimi bloki, trgi in bulvarji. Ti načrti skoraj v celoti niso bili sprejeti in srednjeveški ulični vzorec je ponovno vzniknil skoraj nedotaknjen.

### Zgodnje novoveško obdobje
V 1630-ih si je krona prizadevala, da bi korporacija mesta London razširila svojo pristojnost na okoliška območja. V tem, kar se včasih imenuje 'velika zavrnitev', je korporacija rekla ne kralju, kar deloma pojasnjuje njeno edinstveno vladno strukturo do danes.
Do poznega 16. stoletja je London vedno bolj postajal glavno središče bančništva, mednarodne trgovine in poslovanja. Kraljevo borzo je leta 1565 ustanovil sir Thomas Gresham kot trgovsko središče za londonske trgovce, kraljevo pokroviteljstvo pa je dobila leta 1571. Čeprav se ne uporablja več za prvotni namen, je njena lokacija na vogalu Cornhill in Threadneedle Street še vedno geografsko središče mestnega jedra bančništva in finančnih storitev, pri čemer se je Bank of England leta 1734 preselila na svoje sedanje mesto, nasproti Kraljeve borze. Takoj južno od Cornhilla je bila ulica Lombard Street od leta 1691 lokacija kavarne Lloyd's Coffee House, ki je postala vodilni zavarovalniški trg na svetu. Londonski zavarovalniški sektor je še vedno na tem območju, zlasti na ulici Lime Street.
Leta 1708 je bila mojstrovina Christopherja Wrena, stolnica sv. Pavla, dokončana na njegov rojstni dan. Prvo bogoslužje je bilo 2. decembra 1697, več kot 10 let prej. Nadomestila je prvotno cerkev sv. Pavla, ki je bila popolnoma uničena v velikem požaru v Londonu, in velja za eno najlepših stolnic v Združenem kraljestvu ter odličen primer baročne arhitekture.

### Rast Londona
18. stoletje je bilo obdobje hitre rasti Londona, ki je odražalo naraščajoče nacionalno prebivalstvo, zgodnje vznemirjenje industrijske revolucije in vlogo Londona v središču razvijajočega se Britanskega imperija. Urbano območje se je razširilo preko meja Londonskega Cityja, predvsem v tem obdobju proti West Endu in Westminstru.
Širitev se je nadaljevala in postala hitrejša do začetka 19. stoletja, London pa je rasel v vse smeri. Na vzhodu je londonsko pristanišče v stoletju hitro raslo z izgradnjo številnih dokov, potrebnih, ker Temza v mestu ni bila kos obsegu trgovine. Prihod železnice in podzemne železnice je pomenil, da se je London lahko razširil na veliko večje območje. Do sredine 19. stoletja, ko se je London še vedno hitro širil po prebivalstvu in površini, je mesto postalo le majhen del širše metropole.
- "Lesorez" zemljevid Londona iz leta 1560
- Zemljevid, ki prikazuje obseg velikega požara v Londonu, ki je uničil skoraj 80 % mesta
- Veliki požar iz leta 1666, kot je upodobljen na sliki iz 17. stoletja: prikazuje stari londonski most, cerkve, hiše in londonski stolp Tower of London, viden z ladje v bližini Tower Wharfa.

## 19. in 20. stoletje
Leta 1894 je Kraljeva komisija za združitev mesta in okrožja London poskušala odpraviti razlikovanje med mestom in okoliškim okrožjem London, vendar je sprememba vlade v Westminstru pomenila, da ta možnost ni bila sprejeta. Mesto kot posebna politična ureditev je preživelo kljub svojemu položaju v londonskem somestju in številnim reformam lokalne uprave. V podporo temu statusu je bilo mesto posebno parlamentarno okrožje, ki je volilo štiri člane v nereformiran spodnji dom, ki so bili obdržani po reformnem zakonu iz leta 1832; zmanjšano na dva v skladu z Zakonom o prerazporeditvi sedežev iz leta 1885; in je prenehalo biti ločeno volilno okrožje v skladu z zakonom o zastopanju ljudstva iz leta 1948. Od takrat je mesto manjšina (glede na število prebivalcev in površino) mest London in Westminster.
Prebivalstvo mesta je v 19. stoletju in skozi večji del 20. stoletja hitro upadalo, ko so se ljudje selili v vse smeri v velika londonska predmestja, številne stanovanjske stavbe pa so porušili, da bi naredili prostor za poslovne bloke. Tako kot mnoga območja Londona in drugih britanskih mest je bilo mesto med drugo svetovno vojno žrtev obsežnega in zelo uničujočega zračnega bombardiranja, zlasti v Blitzu. Medtem ko je stolnica napad preživela, veliki deli območja niso in posebej močni napadi konec decembra 1940 so privedli do požarne nevihte, imenovane drugi veliki londonski požar.
V desetletjih po vojni je potekal velik program obnove, ki je v nekaterih delih (na primer pri Barbicanu) dramatično spremenil urbano krajino. Toda uničenje starejšega zgodovinskega tkiva je omogočilo gradnjo sodobnih in obsežnejših objektov, medtem ko mesto v tistih delih, ki jih bombna škoda ni tako močno prizadela, ohranja svoj starejši značaj manjših stavb. Ulični vzorec, ki je še vedno večinoma srednjeveški, je bil ponekod nekoliko spremenjen, čeprav obstaja novejši trend obračanja nekaterih povojnih modernističnih sprememb, na primer na trgu Paternoster.
Mesto je utrpelo teroristične napade, vključno z bombnim napadom na Bishopsgate (IRA) leta 1993 in bombnim napadom na London 7. julija 2005 (islamisti). Kot odgovor na bombardiranje leta 1993 je bil za nadzor vstopnih točk v mesto ohranjen sistem cestnih ovir, kontrolnih točk in nadzornih kamer, imenovan 'jekleni obroč'.
V 1970-ih so bile zgrajene visoke poslovne stavbe, vključno s 183 m, 47-nadstropnim NatWest Towrom, prvim nebotičnikom v Združenem kraljestvu. Do leta 2010 se je razvoj pisarniških prostorov v mestu okrepil, zlasti v osrednjem, severnem in vzhodnem delu, z nebotičniki, vključno s 30 St. Mary Axe ("Gherkin"), Leadenhall Building ("Cheesegrater"), 20 Fenchurch Street ("Walkie-Talkie"), Broadgate Tower, Heron Tower in 22 Bishopsgate.
Glavni stanovanjski del mesta je danes Barbican Estate, zgrajen med letoma 1965 in 1976. Londonski muzej je imel sedež tam do marca 2023 (zaradi ponovnega odprtja v West Smithfieldu leta 2026), medtem ko se številne druge storitve, ki jih zagotavlja korporacija, še vedno izvajajo na Barbican Estate.

## Geografija
City of London je najmanjša tradicionalna grofija v Angliji po površini in številu prebivalcev ter četrta najgosteje naseljena. Od 326 angleških okrožij je drugo najmanjše po številu prebivalcev, za otokom Scilly in najmanjše po površini. Je tudi najmanjše angleško mesto po številu prebivalcev (in v Združenem kraljestvu sta manjši le dve mesti v Walesu), po površini pa najmanjše.
Nadmorska višina mesta se giblje od morske gladine pri Temzi do 21,6 metrov na stičišču High Holborn in Chancery Lane. Dva majhna, a opazna hriba sta znotraj zgodovinskega jedra, Ludgate Hill na zahodu in Cornhill na vzhodu. Med njimi je tekla Walbrook, ena od mnogih 'izgubljenih' londonskih rek ali potokov (druga je Fleet).

### Okraji
Mesto je sestavljeno iz 25 okrajev. Preživeli so srednjeveški vladni sistem, ki je zelo lokalnemu območju omogočal obstoj kot samoupravna enota znotraj širšega mesta. Lahko jih opišemo kot volilne/politične enote; ceremonialne, geografske in upravne enote; pododdelki mesta. Vsak oddelek ima Aldermana, ki je do sredine 1960 opravljal funkcijo dosmrtno, od takrat pa se je dal na ponovno izvolitev vsaj vsakih 6 let, in so edini neposredno izvoljeni Aldermani v Združenem kraljestvu. Oddelki imajo še naprej Beadle, starodavni položaj, ki je zdaj večinoma ceremonialen, njegova glavna preostala funkcija pa je vodenje letnega Wardmote volivcev, predstavnikov in uradnikov. Na Wardmoteu odbornik oddelka imenuje vsaj enega namestnika za prihodnje leto, Wardmote pa potekajo tudi med volitvami. Vsak oddelek ima tudi oddelčni klub, ki je podoben združenju stanovalcev.

### Tempelj
Inner Temple in Middle Temple (ki sta soseda) v zahodnem predelu Farringdon Without sta znotraj meja in svoboščin mesta, vendar ju je mogoče obravnavati kot neodvisni enklavi. Sta dve izmed redkih preostalih svoboščin, staro ime za geografsko delitev s posebnimi pravicami. So zunajžupnijska območja, ki jih zgodovinsko ni upravljala korporacija City of London (in se danes za večino namenov obravnavajo kot lokalne oblasti) in so enako zunaj cerkvene jurisdikcije londonskega škofa.

### Druge funkcije
Mesto ima svojo neodvisno policijo, City of London Police—Common Council (glavni organ korporacije) je policijski organ. Korporacija vodi tudi Hampstead Heath Constabulary, Epping Forest Keepers in City of London Market Constabulary (katerih člani niso več potrjeni kot policisti, vendar obdržijo zgodovinski naziv). Večino širšega Londona nadzoruje Metropolitanska policijska služba s sedežem v New Scotland Yardu.
Mesto ima eno bolnišnico, St Bartholomew's Hospital, znano tudi kot Barts. Ustanovljena je bila leta 1123, je v Smithfieldu in je podvržena dolgo pričakovani regeneraciji po dvomih o njeni nadaljnji uporabi v 1990-ih.
Mesto je tretje največje britansko pokroviteljstvo umetnosti. Nadzira Barbican Center in subvencionira več pomembnih podjetij za uprizoritvene umetnosti.
Londonska pristaniška zdravstvena uprava, ki je v pristojnosti korporacije, je odgovorna za vse pristaniške zdravstvene funkcije na plimskem delu Temze, vključno z različnimi morskimi pristanišči in letališčem London City. Korporacija nadzoruje Bridge House Estates, ki vzdržuje mostove Blackfriars, Millennium Bridge, Southwark Bridge, London Bridge in Tower Bridge. Nad mostom Tower Bridge plapola mestna zastava, čeprav noben del ni v mestu.

### Meja mesta
Velikost mesta je omejeval obrambni obodni zid, znan kot Londonski zid, ki so ga zgradili Rimljani v poznem 2. stoletju, da bi zaščitili svoje strateško pristaniško mesto. Vendar meje Londonskega Cityja ne sovpadajo več s starim mestnim obzidjem, saj je mesto sčasoma nekoliko razširilo svojo pristojnost. V srednjem veku se je pristojnost mesta razširila proti zahodu in prečkala zgodovinsko zahodno mejo prvotne naselbine - River Fleet - vzdolž Fleet Street do Temple Bar. Mesto je sprejelo tudi druge mestne dele, ki so bili tik za starim obzidanim območjem, kot so Holborn, Aldersgate, West Smithfield, Bishopsgate in Aldgate. To so bili pomembni vhodi v mesto in njihov nadzor je bil ključnega pomena za ohranjanje posebnih privilegijev mesta nad nekaterimi obrtmi.
Večji del zidu je izginil, vendar je nekaj delov še vidnih. Del v bližini Londonskega muzeja je bil razkrit po uničujočem zračnem napadu 29. decembra 1940 na vrhuncu Blitza. Drugi vidni odseki so v St Alphageu in dva odseka v bližini Londonskega Towra. Reka Fleet je bila kanalizirana po velikem požaru leta 1666, nato pa postopno zazidana in je od 18. stoletja ena od londonskih »izgubljenih rek ali potokov«, danes pod zemljo kot meteorna kanalizacija.
Meja mesta je bila nespremenjena do manjših sprememb meje 1. aprila 1994, ko se je nekoliko razširila proti zahodu, severu in vzhodu, pri čemer je zavzela majhne parcele londonskih okrožij Westminster, Camden, Islington, Hackney in Tower Hamlets. Glavni namen teh sprememb je bila ureditev meje, kjer je zaradi sprememb urbane krajine zastarela. V tem procesu je mesto izgubilo tudi majhne parcele zemlje, čeprav je prišlo do splošnega neto dobička (mesto se je povečalo z 1,05 na 1,12 kvadratnih milj). Predvsem spremembe so (takrat nedavno zgrajeno) posestvo Broadgate v celoti postavile v mesto.
Southwark, južno od mesta na drugi strani Temze, je bil znotraj mesta med letoma 1550 in 1899 kot okraj Bridge Without, položaj, povezan z Guildable Manor. Upravna odgovornost mesta je v praksi izginila do sredine viktorijanskega obdobja, ko so se različni vidiki metropolitanske vlade razširili na sosednja območja. Danes je del londonskega okrožja Southwark. Londonski Tower je bil vedno zunaj mesta in spada pod londonsko okrožje Tower Hamlets.

### Podnebje
Najbližja vremenska postaja je bila v preteklosti londonski meteorološki center v Kingswayu/Holbornu, čeprav so se opazovanja leta 2010 prenehala. Zdaj St. James Park zagotavlja najbližje uradne odčitke.
Mesto ima oceansko podnebje (Köppen Cfb), ki ga spreminja mestni toplotni otok v središču Londona. To na splošno povzroči višje nočne minimume kot obrobna območja. Na primer, avgustovsko povprečno najmanjše 14,7 °C se primerja s številko 13,3 °C za Greenwich in Heathrow, medtem ko je 11,6 °C pri Wisleyju sredi več kvadratnih milj Metropolitanskega zelenega pasu. Vse številke se nanašajo na opazovano obdobje 1971–2000.
V skladu s tem ima vremenska postaja rekord za najtoplejšo nočno najnižjo temperaturo v Združenem kraljestvu, 24,0 °C, zabeleženo 4. avgusta 1990. Najvišja temperatura je 37,6 °C, določena 10. avgusta 2003. Absolutni minimum za vremensko postajo je le −8,2 °C v primerjavi z odčitki okoli −15,0 °C proti robu Londona. Nenavadno je, da je bila ta temperatura med vetrovnim in snežnim hladnim obdobjem (sredi januarja 1987) in ne v hladni jasni noči – odtok hladnega zraka je ustavljen zaradi obsežnega mestnega območja, ki obkroža mesto.
Postaja drži rekord za najvišjo britansko povprečno mesečno temperaturo, 24,5 °C (povprečna najvišja 29,2 °C, povprečna najnižja 19,7 °C julija 2006). Kar zadeva najvišje dnevne temperature, pa sta Cambridge NIAB in Botanični vrtovi s povprečno najvišjo temperaturo 29,1 °C ter Heathrow z 29,0 °C vsi presegli to.

## Znamenitosti

### Zgodovinske zgradbe
Požar, bombardiranje in prenova po drugi svetovni vojni so pomenili, da ima mesto kljub svoji zgodovini manj nedotaknjenih zgodovinskih struktur, kot bi lahko pričakovali. Kljub temu je ostalo več desetin (večinoma viktorijanskih in edvardijanskih) lepih stavb, običajno v historicističnem in neoklasicističnem slogu. To so Spomenik velikemu požaru v Londonu, stolnica sv. Pavla, Guildhall, Kraljeva borza, hišo dr. Johnsona, Mansion House in veliko cerkva, mnoge je zasnoval sir Christopher Wren, ki je tudi zasnoval svetega Pavla.
Soba princa Henrika in 2 King's Bench Walk sta pomembni zgodovinski stavbi preživeli po močnem bombardiranju območja Templja, ki je bil v veliki meri obnovljen v svoji zgodovinski obliki. Drug primer obnovitve mesta, poškodovanega od bombe, je Staple Inn na Holbornu. Obstaja nekaj majhnih odsekov rimskega londonskega zidu, na primer v bližini Londonskega Towra in na območju Barbicana. Med spomeniško zaščitenimi stavbami iz 20. stoletja sta Bracken House, prva stavba po drugi svetovni vojni v državi, ki je prejela zakonsko zaščito, ter celotno posestvo Barbican in Golden Lane Estate.
Londonski Tower ni v mestu, je pa pomembna atrakcija za obiskovalce, ki pripelje turiste na jugovzhod mesta. Druge znamenite stavbe z zgodovinskim pomenom vključujejo Bank of England, Old Bailey, Custom House, Smithfield Market, Leadenhall Market in St Bartholomew's Hospital. Omembe vredne sodobne stavbe so številne sodobne stolpnice in stavba Lloyda.

Angleška centralna banka (levo) in kraljeva borza (na sredini) sta dve izmed številnih pomembnih stavb v londonskem Cityju.